# Christian Kleibner
Christian Kleibner (* 30. August 1981) ist ein ehemaliger österreichischer Fußballtorwart.

## Karriere
Kleibner begann seine Karriere beim ASKÖ St. Egyden, bei dem er später auch in der Kampfmannschaft spielte. Zur Saison 2001/02 wechselte er zum Zweitligisten BSV Bad Bleiberg. Sein erstes und einziges Spiel für die Kärntner in der zweiten Liga machte er im Oktober 2002 am 17. Spieltag der Saison 2002/03 gegen den FC Lustenau 07. Zur Saison 2003/04 wechselte er zum steirischen Landesligisten SV Bad Aussee. Nach einem halben Jahr kehrte er wieder in seine Kärntner Heimat zurück und schloss sich dem ASKÖ Köttmannsdorf an.
In der Saison 2004/05 spielte Kleibner beim SV Sachsenburg. Zur Saison 2005/06 wechselte er zum Villacher SV, bei dem er zwei Spielzeiten lang in der Kärntner Liga spielte. Zur Saison 2007/08 schloss er sich dem sechstklassigen SK Maria Saal an. Mit Maria Saal stieg er zu Saisonende in die Unterliga auf, in der Aufstiegssaison erzielte der Torhüter bei einem 14:0-Sieg gegen Weitensfeld sogar zwei Tore. In der Saison 2008/09 stieg er mit seinem Verein nach nur einer Saison in der Unterliga direkt in die Landesliga auf.
Nach 53 Einsätzen in Maria Saal wechselte Kleibner zur Saison 2009/10 zum Neo-Ligakonkurrenten ATSV Wolfsberg. In Wolfsberg absolvierte er 29 Landesligaspiele. Zur Saison 2010/11 wechselte er zum fünftklassigen ATUS Ferlach, mit dem er zu Saisonende in die Landesliga aufstieg. In dieser kam er allerdings zu keinem Einsatz für die Ferlacher und so wechselte er zur Saison 2012/13 zum Friesacher AC in die Unterliga. In Friesach absolvierte er fünf Spiele in der fünfthöchsten Spielklasse. Nach einem halben Jahr kehrte er in der Winterpause nach Ferlach zurück. Für Ferlach kam er bis Saisonende zu drei Landesligaeinsätzen. Zur Saison 2013/14 wechselte er zum Ligakonkurrenten SG Steinfeld. Nach zwei Einsätzen für Steinfeld wechselte Kleibner in der Winterpause ein drittes Mal nach Ferlach. Bis zu seinem Karriereende im Jänner 2018 kam er zu weiteren 15 Landesligaeinsätzen.